# Nettelbeck (Putlitz)
Nettelbeck ist ein Ortsteil der Stadt Putlitz im Landkreis Prignitz in Brandenburg. Der Ort liegt nördlich der Kernstadt Putlitz an der Kreisstraße K 7024. Nördlich verläuft die A 24, südlich verläuft die Landesstraße L 13. Südöstlich fließt die Stepenitz, ein rechter Nebenfluss der Elbe, ebenso die Mündung des kleinen Sabelbaches.

## Geschichte

### Frühgeschichte
Inmitten von Forschungen zur frühen Historie fand das Potsdamer Institut für Frühgeschichte vor einigen Jahrzehnten in der Prignitz Zeugnisse einer spätbronzezeitlichen Gemeinschaft, die als Siedlungshinterlassenschaften in der Umgegend der Stepenitz auf eine ursprünglich frühe Besiedlung insbesondere in Nettelbeck hinweisen. Ersterwähnt werden der Ort Nettelbeck mit Weitgendorf aber formell erst 1492 in alten Schriften des Bistums Havelberg.

### Gutsdorf
Nettelbeck ist in der frühen Prägung ein klassisches altes Gutsdorf mit verschiedenen Besitzern. Von 1492 bis 1799 gehörte Nettelbeck dem für die Prignitz und der Mark Brandenburg einflussreichen Adelsgeschlecht der Edlen Herren Gans zu Putlitz. Einer früher Vertreter des Hauses Putlitz ist Stephan Gans zu Putlitz-Wolfshagen, zugleich Kommandant von Küstrin. Einige Generationen danach vertritt Friedrich Leopold Gans zu Putlitz, seines Zeichens Altmärkischer Quartalsgerichts,- und Kammergerichts-Rath, die Interessen in Nettelbeck. Über die Hochzeit mit Sophie Margarete Eleonore Gans Edle Herrin zu Putlitz, als Majoratsherrin auf Nettelbeck mit Krumbeck und Weitgendorf, gelangt die Besitzung, sicherlich der größte Teil der Ortsgemarkung, an Karl Friedrich von Jena-Döbbernitz (1770–1838). Jena begann seine Karriere auf der Ritterakademie zu Brandenburg, einem extra für die märkische Ritterschaft gegründeten Adelsinternat. Zuletzt mit dem Dienstrang Major ausgestattet starb er in Neapel. Es bildete sich dann eine eigene Familienlinie von Jena-Nettelbeck heraus. Nachfolger als Gutsherr wurde Karl von Jena mit seiner Frau Amalie von Eckardstein (1801–1837). Karl von Jena trug den Ehrentitel Königlich Preußischer Kammerherr und er bildete zur Sicherung der Besitzungen einen Familienfideikommiss Nettelbeck. Die von Jena gehören urkundlich zum Briefadel, stammen aus einer Patrizierfamilie, welche in der alten Pfännerschaft von Halle an der Saale mit Hinne von Jena 1350 erwähnt werden. Mitte des 19. Jahrhunderts beteiligt sich die Familie von Jena-Nettelbeck an Schürfungen und weiteren Untersuchungen zum Braunkohlevorkommen in der Heimatregion. Der Freiherrentitel in Anspruch nimmt der Major Karl von Jena-Nettelbeck (1823–1864). Schon zu dieser Phase war die Gutsbesitzerfamilie karitativ tätig und gründete Die von Jenasche milde Stiftung in Nettelbeck.
Im Jahre 1879 wird erstmals ein Generaladressbuch der Rittergutsbesitzer für das Königreich Preußen veröffentlicht. Für Nettelbeck mit Weitgendorf und Krumbeck stehen gesamt 1742 ha zu Buche. Der Sohn Waldemar von Jena, geboren 1854 in Venedig, verstorben in Nettelbeck 1933, ist Erbe auf Nettelbeck mit den Nebengütern. Er war Rittmeister und Rechtsritter des Johanniterordens. Waldemar von Jena zeigt auch heraldisches und genealogisches Interesse und ist Mitglied im Berliner Verein Herold. Kurz vor der großen Wirtschaftskrise 1929 umfasste der Besitz der Familie von Jena mit dem Rittergut Nettelbeck 713 ha, zum Rittergut Krumbeck 535 ha und für das Rittergut Weitgendorf 645 ha Land. Woldemar von Jena hatte mit seiner Frau Carola von Sydow vier Söhne, von denen zwei Offiziere wurden. Ernstwaldemar von Jena (1885–1919) gründete als Rittmeister ein Freikorps, Axel wurde Oberstleutnant der Luftwaffe. Hans von Jena besaß später u. a. eine Chemiefabrik. Der älteste Sohn Chlodwig Freiherr von Jena dagegen schlug zunächst eine diplomatische Laufbahn ein und war Vizekonsul in Südafrika. Nach einer Internierung in England wurde er 1915 wieder ausgeliefert und ging als Oberleutnant in den Krieg. Dann folgte eine Berufung zur Gesandtschaft in Kopenhagen, 1920 die Versetzung an das Auswärtige Amt mit der Dienststellung Legationsrat. Später wurde er Landwirt in Krumbeck auf dem Gut seines Vaters. Im Ehrenamt führte er den Kreislandbund Ostprignitz und wurde zum Stifthauptmann von Kloster Marienfließ bestimmt. Chlodwig von Jena wird in der weiterführenden Literatur nicht mehr als Herr auf Nettelbeck bezeichnet. Er lebte nach 1930 größtenteils mit seiner Familie in Berlin.
Das Gutshaus Nettelbeck als ehemaliger alter Rittersitz geht als Gründung auf ein Festes Haus zurück, den Vorgängerbauten der späteren Guts- und Herrenhäuser.

### Eingemeindungen
Am 31. Dezember 2001 wurde Nettelbeck in die Stadt Putlitz eingemeindet.

## Sehenswürdigkeiten
- In der Liste der Baudenkmale in Putlitz sind für Nettelbeck vier Baudenkmale aufgeführt:
  - Dorfkirche
  - Gutshaus (Carl-von-Jena-Straße 7)
  - Wirtschaftshof des Gutes, bestehend aus Brennerei, Landarbeiterhaus, „Logierhaus“ und Wirtschaftsgebäude (Brennereistraße 6)
  - Gedenktafel für die Opfer des Todesmarsches (1945) (Carl-von-Jena-Straße)
- In der Liste der Naturdenkmale in Putlitz ist für Nettelbeck die Linde (Tilia cordata) östlich der Dorfstraße Nettelbeck, vor dem Haus Dorfstraße 10, als Naturdenkmal aufgeführt.

## Persönlichkeiten
- Eduard von Jena (1826–1909), preußischer General, in Nettelbeck geboren